# Parafia Wszystkich Świętych w Limanowej-Łososinie Górnej
Parafia pw. Wszystkich Świętych w Limanowej-Łososinie Górnej – parafia rzymskokatolicka znajdująca się w diecezji tarnowskiej w dekanacie Ujanowice. Obejmuje dzielnicę Limanowej – Łososinę Górną.

## Historia parafii
Parafia Wszystkich Świętych w Łososinie Górnej erygowana została najprawdopodobniej w XIII wieku, co czyni ją jedną z najstarszych w okolicy.
Proboszczem parafii jest ks. Kazimierz Fąfara.